# Kristoffer Appelvik Lax
Kristoffer Appelvik Lax, född 1985 i Umeå, är en svensk poet och kritiker. Han debuterade med diktsamlingen och vardagen då när vi stryker och kardar seriöst på 20TAL. Boken nominerades till Borås Tidnings Debutantpris 2023.